# Czyżew-Złote Jabłko
Czyżew-Złote Jabłko – wieś w Polsce położona w województwie podlaskim, w powiecie wysokomazowieckim, w gminie Czyżew-Osada. 1 stycznia 2011  miejscowość została pozbawiona znacznej części obszaru (89,61 ha), który został włączony do nowo utworzonego miasta Czyżew.
W latach 1975–1998 miejscowość administracyjnie należała do województwa łomżyńskiego.
Wierni kościoła rzymskokatolickiego należą do parafii św. Apostołów Piotra i Pawła w Czyżewie.